# Смышляев, Анатолий Петрович
Анатолий Петрович Смышляев (30 мая 1949, Петрушаны, Молдавская ССР) — советский и молдавский художник-постановщик мультипликационных фильмов, график, художник-иллюстратор.
Член Союза художников СССР (1989) и Союза кинематографистов СССР (1987).

## Биография
С 1964 по 1968 годы учился в Республиканском художественном училище им. И. Е. Репина в Кишинёве.
В 1968 году женился на однокурснице Лидии Беровой (родной сестре актрисы Сильвии Беровой).
В 1977 году окончил художественный факультет ВГИКа по специальности художник-мультипликатор у профессоров Неменского Бориса Михайловича и  у Сазонова Анатолия Пантелеймоновича.
Работал художником декоратором в кукольном театре Ликурич, иллюстратором в издательстве «Литература артистикэ» и художником-постановщиком на киностудии Молдова-фильм в Кишинёве. В 1986 г. мультфильм «Гайдук» был удостоен главного приза Каннского кинофестиваля «Золотая пальмовая ветвь» в номинации лучший короткометражный фильм.
С 90-х годов также стал рисовать карикатуры во многих молдавских печатных изданиях, таких как Деловая газета, Независимая Молдова, Телеграф, Капитал и др.
Участник республиканских, всесоюзных (Ленинград, Москва), а также зарубежных (Братислава, БИБ −85, БИБ −87) выставок.
Работы А. Смышляева находятся в частных и государственных коллекциях в Санкт-Петербурге, в Москве, в Братиславе, в Кишинёве, в Бухаресте, во Флориде.

## Иллюстрации к книгам
Анатолий Смышляев проиллюстрировал более 200 книг, среди которых: молдавские и русские народные сказки, сказки Братьев Гримм, Шарля Перро, Ганса Христиана Андерсона, Контессы де Сегюр, а также  «Без труда не вынешь рыбку из пруда» 1982, сборник стихов «Веселый теремок» 1983, «Кот серый лоб», «Кусочек мела» Т.Штирбу, Сборник рассказов Спиридона Вангели «Соловей», «Grapette, The Runaway Who Rolled Away» С. Конниковой , книги С. Евстратьева и многие другие.
Помимо книг, Смышляев рисует и для детских журналов «Алунел» и «Звездочка».

## Мультипликационные фильмы
- 1978 — Облако
- 1985 — Гайдук (художник-постановщик[9])
- 1987 — Дракон и солнце[1]

## Награды
Отмечен многими дипломами конкурсов книги и кинофестивалей, в том числе:
- Золотая пальмовая ветвь на 39-м Каннском кинофестивале в 1986 г. за анимационный фильм «Гайдук»[10];
- Диплом «За лучшее изобразительное решение», Алма-Ата;
- Диплом «За высокую изобразительную культуру», Тбилиси[4].

## Интересные факты
А. Смышляев изображен вместе со своими однокурсниками и друзьями на одном из портретов своего преподавателя Бориса Неменского из серии «Поколение» 1977—1978. Портрет называется «Алим Матвейчук, Анатолий Смышляев, Александр Врещагин (Поколение)» и хранится в Третьяковской галерее.